# Discours sur l'état de l'Union de 1994
Le discours sur l'état de l'Union de 1994 est prononcé par Bill Clinton, alors 42e président des États-Unis, devant le Congrès des États-Unis le 25 janvier 1994. Il s'agit du premier discours sur l'état de l'Union de Clinton et de son second discours devant une session conjointe du Congrès. Cette session est présidée par le président de la Chambre des représentants, Tom Foley, accompagné du vice-président Al Gore en sa qualité de président du Sénat des États-Unis.
Clinton commence son discours par un hommage à l'ancien président de la Chambre Tip O'Neill, mort le 5 janvier 1994. Alors qu'il évoque la nécessité de renforcer la police de proximité, le président salue également Kevin Jett, un policier de la ville de New York présent dans l'assistance, dont l'histoire a fait l'objet d'un article du New York Times en décembre 1993. 
Le discours dure 63 minutes et contient 7 432 mots. Il s'agit du plus long discours sur l'état de l'Union depuis celui de Lyndon B. Johnson en 1967 ; le représentant républicain Henry Hyde qualifie l'allocution d'« interminable ».
La réplique du Parti républicain au discours du président échoit au sénateur Bob Dole du Kansas. Ce dernier déclare que le système de santé américain n'est pas en crise, que l'opposition des républicains aux réformes envisagées par Clinton l'année précédente a été soutenue par l'opinion publique et que le déficit n'a été réduit que provisoirement grâce à des hausses d'impôts.
Le survivant désigné est le secrétaire à l'Agriculture Mike Espy.